# Адамс (місячний кратер)
Адамс (лат. Adams) — кратер на Місяці, біля східного краю видимого боку. Діаметр — 63 км. Названий на честь трьох астрономів — Джона Кауча Адамса, Чарльза Хічкока Адамса та Волтера Сідні Адамса. Ця назва була затверджена Міжнародним астрономічним союзом 1970 року. Кратер із такою самою назвою існує на Марсі.

## Розташування
Адамс лежить у материковій області між Морем Достатку та Морем Південним. Координати його центру — 31°53′ пд. ш. 68°23′ сх. д. / 31.89° пд. ш. 68.39° сх. д.. Його найближчі сусіди — кратер Лежандр за 30 км на північний схід та сателітні кратери Адамс D і Адамс B за 25 км на схід і захід відповідно. Дещо південніше тягнеться сильно зруйнований безіменний ланцюжок кратерів та борозни Хазе (лат. Rimae Hase). За 180 км на північний захід лежить великий кратер Петавій, а за 140 км на південний захід — Фурнерій.

## Опис
Діаметр кратера Адамс — 63 км, а глибина — 4,19 км. Утворився він ще в нектарському періоді, і з тих пір на ньому накопичилося чимало дрібних кратерів. Сам Адамс перекрив більшу частину 45-кілометрового кратера, залишки якого видно на його східному боці.
Край кратера (крім східної частини) досить чіткий. На півдні він утворює невеликий виступ назовні. Променевої системи нема. Дно кратера нерівне і має маленьку центральну гірку. Лавового покриву та борозен на дні нема.

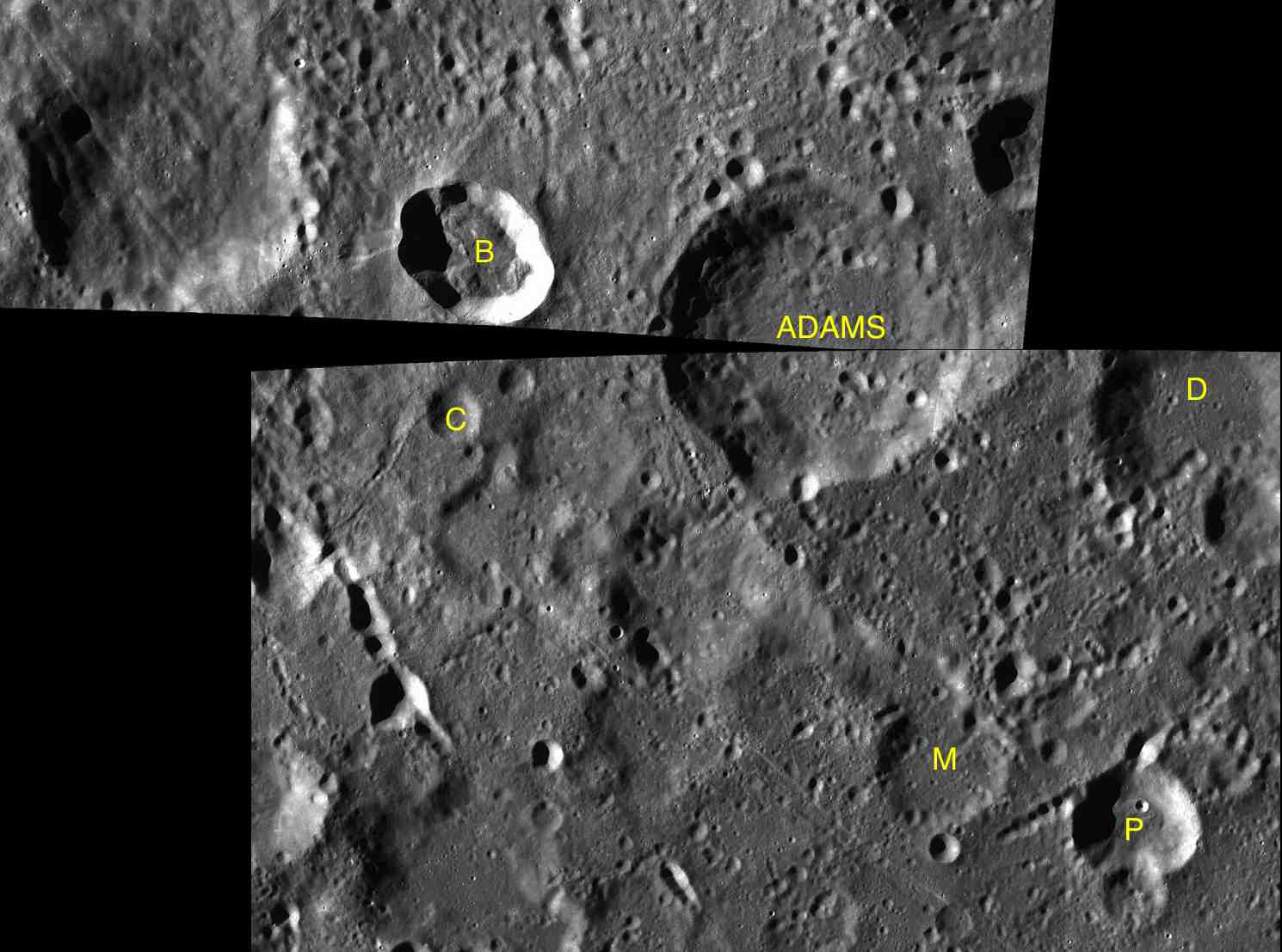
Сателітні кратери

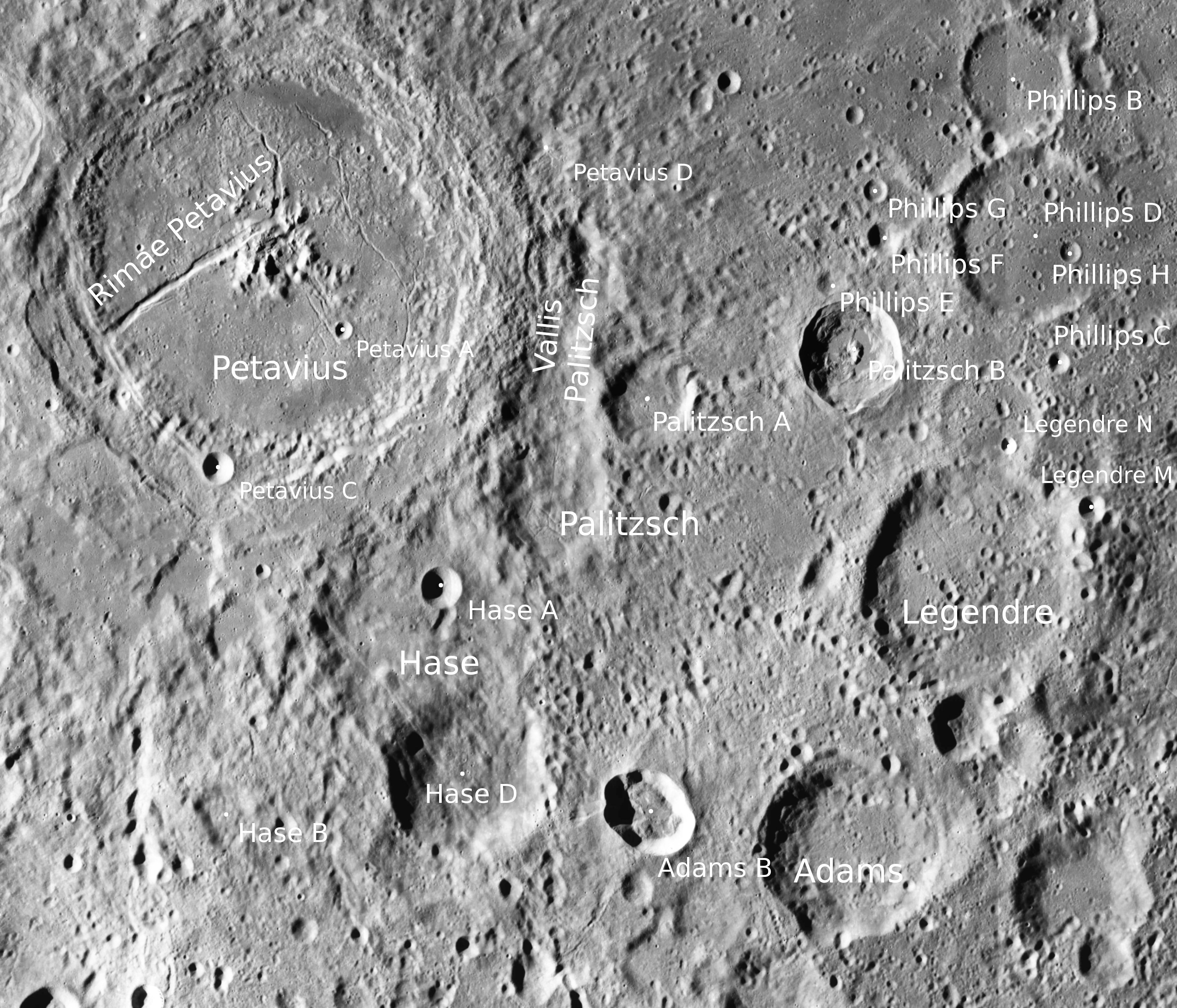
Карта регіону

## Сателітні кратери
Ці кратери, розташовані поряд із кратером Адамс, носять його ім'я з доданням великої латинської літери:
| Адамс | Координати                                                | Діаметр, км |
| ----- | --------------------------------------------------------- | ----------- |
| B     | 31°32′ пд. ш. 65°42′ сх. д. / 31.54° пд. ш. 65.70° сх. д. | 31          |
| C     | 32°21′ пд. ш. 65°32′ сх. д. / 32.35° пд. ш. 65.54° сх. д. | 11          |
| D     | 32°25′ пд. ш. 71°27′ сх. д. / 32.41° пд. ш. 71.45° сх. д. | 46          |
| M     | 34°44′ пд. ш. 69°20′ сх. д. / 34.73° пд. ш. 69.33° сх. д. | 25          |
| P     | 35°09′ пд. ш. 70°55′ сх. д. / 35.15° пд. ш. 70.91° сх. д. | 25          |

Молодий сателітний кратер Адамс B примітний темними радіальними смугами на схилі та яскравими променями.